# Groeve De Keel

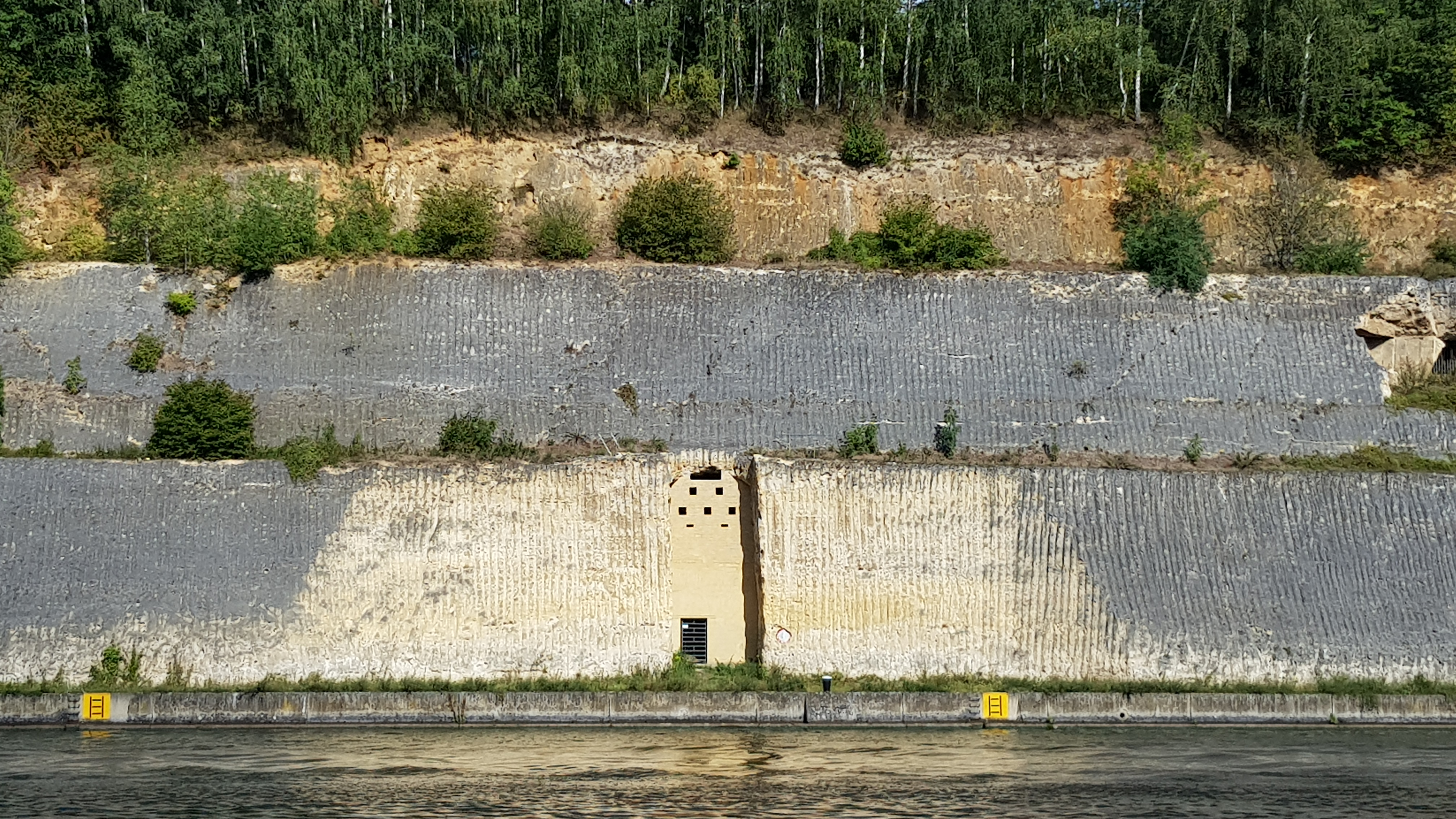
de ingang van de groeve aan het Albertkanaal

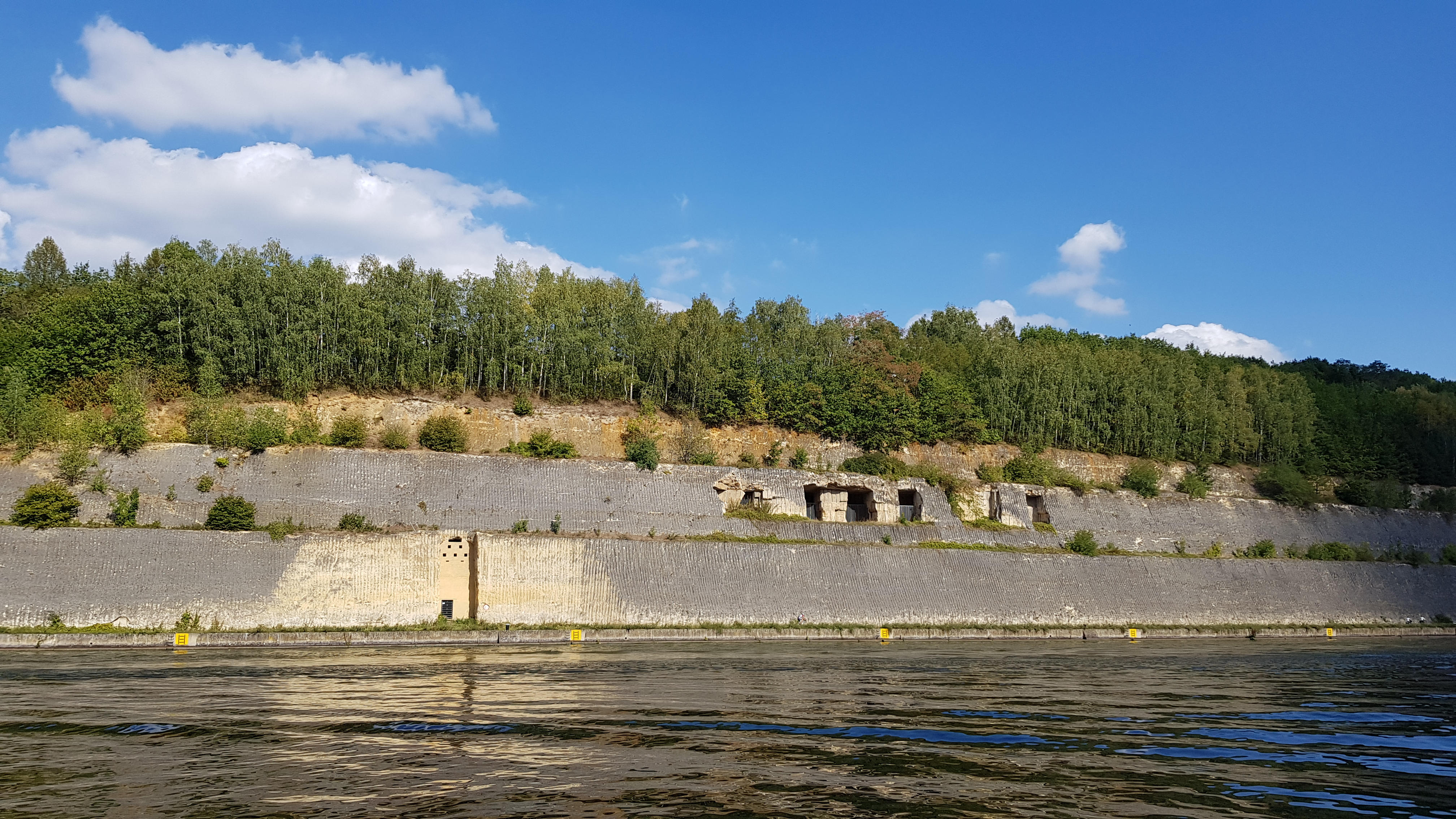
de ingang en de aangesneden verdiepingen in de mergelwand

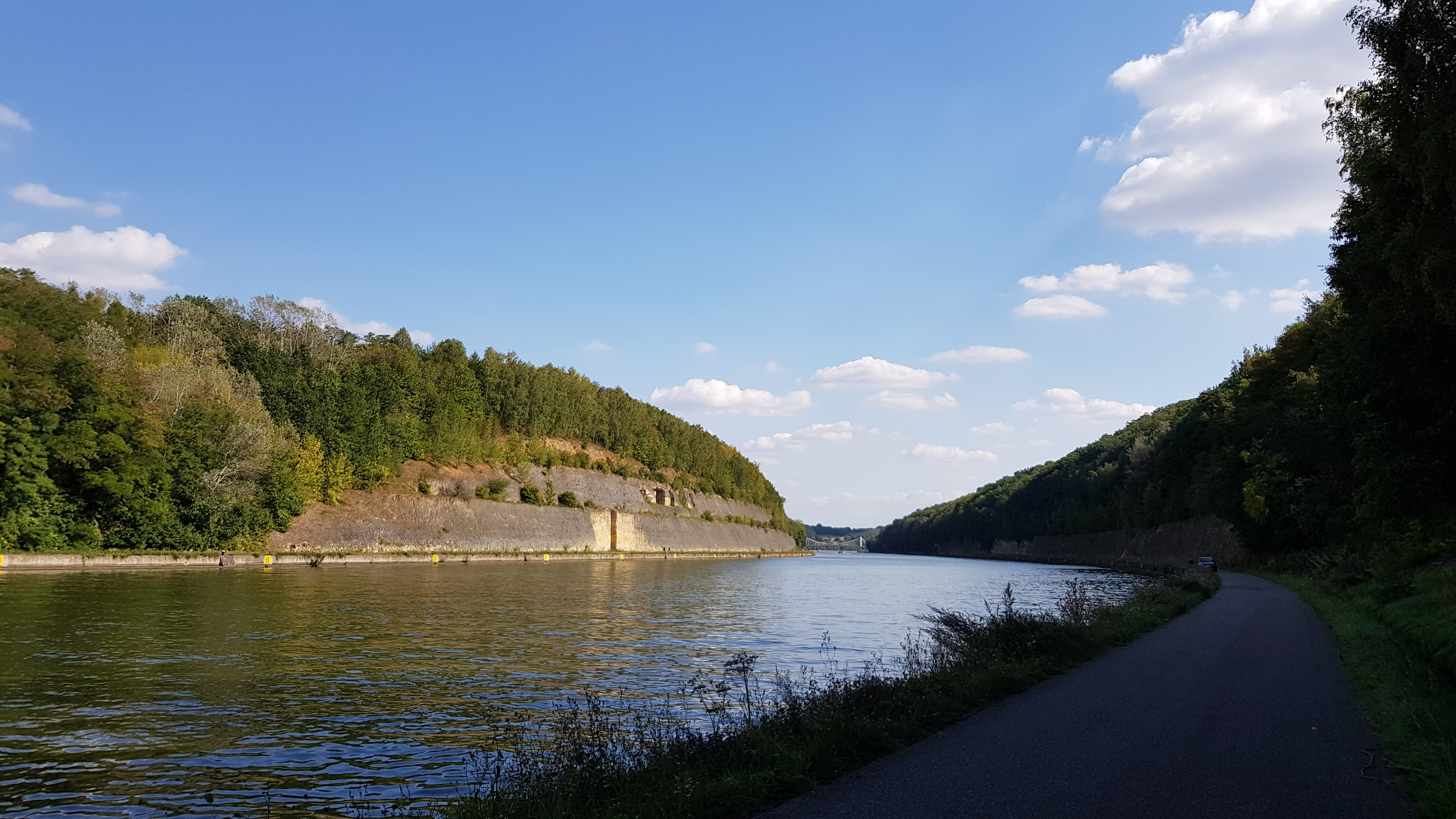
de groeve aan het Albertkanaal

De Groeve De Keel of Groeve De Grote Keel is een voormalige Limburgse mergelgroeve in Nederlands Zuid-Limburg in de gemeente Maastricht en in Belgisch Zuid-Limburg in de gemeente Riemst. De groeve ligt in het zuidwesten van de Cannerberg aan het Albertkanaal ten noordwesten van het dorp Kanne. De ingang van deze groeve ligt op Belgisch grondgebied terwijl een grote hoeveelheid gangen op Nederlands grondgebied liggen. 
Op ongeveer 450 meter naar het zuidoosten ligt de ingang van de Groeve De Nieuwe Keel.

## Geschiedenis
De groeve dankt haar naam aan buurtschap Keelveld dat in de volksmond de Keel werd genoemd en boven de groeve was gelegen tot men het Albertkanaal verbreedde.
Oorspronkelijk was er niet één groeve, maar waren er drie groeves die geheel los van elkaar door blokbrekers werden ontgonnen door middel van putontginning. Men voegde deze groeves samen door de aanleg van verbindingsgangen en verbindingsschachten. Het niveau boven het laagste niveau was oorspronkelijk een zelfstandige groeve die te bereiken was via twee schachten nabij de Susserweg. In dit gedeelte is het opschrift 1-5-1761 aangetroffen. Het niveau boven dit tweede niveau was het alleroudste deel van de ontginning en was bereikbaar via een steile trap (een graet) die in de kalksteen uitgehouwen was vanuit een hoger niveau. Boven deze oudste verdieping was er nog een niveau ontgonnen die via een graet in de tuin van huis uitkwam. Bij deze graet werden opschriften uit de periode 1767-1770 aangetroffen.
Met de aanleg van het Albertkanaal in de jaren 1930 werd de groeve aangesneden in een doodlopende gang die sindsdien als ingang wordt gebruikt. De oorspronkelijke ingang op Nederlands grondgebied raakte daarmee buiten gebruik. De ontginning die na de oorlog plaatsvond richtte zich op losse kalkmergel.
Tot 1962 werd de groeve gebruikt voor de winning van kalksteen. De groeve werd in de eeuwen gebruikt voor de winning van kalksteenblokken en losse kalkmergel en er was eveneens een champignonkwekerij gevestigd.

### Na de buitengebruikstelling
In de jaren 1970 werd het Albertkanaal verbreed en daarbij werd het niveau boven het laagste niveau aangesneden. Deze aansnijdingen zijn goed zichtbaar vanaf het kanaal en deze werden regelmatig gebruikt voor illegale toegangsverschaffing. Dit gedeelte was ooit ook een eigen zelfstandige groeve die op enig moment door middel van een gang verbonden werd met de rest van het gangenstelsel ten behoeve van de champignonkwekerij.
Omdat er tussen verschillende niveaus gaten in de vloer gemaakt waren voor de luchtcirculatie ten behoeve van de champignonteelt, ontstonden er gevaarlijke situaties in de groeve. Dit heeft meermaals geleid tot zware ongevallen en in de jaren 1990 heeft er ook een dodelijk ongeluk plaatsgevonden.
Sinds 2004 is de Stichting ir. D.C. van Schaïk de beheerder van de groeve. De groeve werd toen geteisterd door illegale bezoekers en daar moest wat aan gedaan worden. Dat jaar werden er in de groeve opschoonacties gehouden en werden de grijze betonblokken van de wand die de ingang afsloot, mergelgeel geschilderd.

## Groeve
De ingang van de groeve ligt op Belgisch grondgebied aan het Albertkanaal, terwijl het grootste gedeelte van het gangenstelsel op Nederlands grondgebied ligt. De groeve is een grote groeve met een gangenstelsel van ongeveer 6,5 kilometer aan gangen en een oppervlakte van 2,5 hectare. De gangen zijn tot wel acht meter hoog. De groeve heeft vier verschillende niveaus waarop zij ontgonnen is. Het niveau dat betreden wordt via de hoofdingang is het laagst gelegen niveau van de groeve dat het meest recent werd ontgonnen.
De ingangen van de groeve zijn afgesloten, zodanig dat vleermuizen de groeve kunnen gebruiken als verblijfplaats.
De beheerder van de groeve is de Stichting ir. D.C. van Schaïk. In januari 2019 werd de groeve onderzocht op veiligheid, waarbij werd geconcludeerd dat de groeve veilig is, mits plekken met in het plafond loszittende kalksteenblokken worden vermeden.

## Geologie
De groeve werd ontgonnen in de kalksteenlagen van de Kalksteen van Nekum en de daarop liggende laag van de Kalksteen van Meerssen. De groeve doorsnijdt daarmee zowel de Horizont van Kanne als de Horizont van Caster.